# Houston Dash
Houston Dash ist ein Frauenfußballfranchise aus Houston. Es wurde 2013 gegründet und spielt seit der Saison 2014 in der National Women’s Soccer League, der höchsten Liga im Frauenfußball in den USA.

## Geschichte

Früheres Logo (2013–2020)

Am 12. Dezember 2013 wurden in einer im Internet übertragenen Pressekonferenz erste Details zum Franchise bekanntgegeben, darunter Teamname und -logo. Die Aufnahme der Houston Dash stellte die erste Erweiterung des Teilnehmerfeldes der NWSL dar, die mit der Saison 2013 den Spielbetrieb aufgenommen hatte.
Erster Manager des Franchise wurde der ehemalige Fußballprofi Brian Ching, als Berater bei Trainersuche und Kaderplanung fungierte ab Dezember 2013 der frühere US-Nationaltrainer Tony DiCicco.
Am 3. Januar 2014 wurde die Verpflichtung von Randy Waldrum als erstem Cheftrainer in der Geschichte des Franchise bekannt gegeben.
In den sechs Saisons, in denen das Franchise mittlerweile an der NWSL teilgenommen hat, konnten die Play-offs nie erreicht werden. Nachdem Houston im Jahr 2014 Letzter der regulären Saison wurde, belegte das Team in der darauffolgenden Saison den 5. Platz und verpasste damit die Play-off-Teilnahme der besten vier Teams nur knapp. In den Jahren 2016 und 2017 schloss Houston die reguläre Saison jeweils auf dem achten Platz ab. 2018 erreichte das Team den sechsten Platz in der regulären Saison und verpasste erneut die Qualifikation für die Play-offs. Die Spielzeit 2019 beendete das Team auf dem siebten Tabellenplatz.

## Organisation
Houston Dash wird von der gleichen Organisation geleitet wie das Männerfranchise der Houston Dynamo in der Major League Soccer. Nach dem Portland Thorns FC, „Schwesterteam“ der Portland Timbers, waren die Dash der zweite NWSL-Ableger eines MLS-Teilnehmers.
Am Ende der Saison 2018 verließ Präsident Chris Canetti, der seit 2010 das Amt innehatte, das Franchise. Er übernimmt künftig den Vorsitz des Bewerbungskomitees von Houston als Austragungsort bei der Fußball-Weltmeisterschaft 2026. Anfang November gab das Franchise bekannt, dass John Walker, der zuvor im Management der Memphis Grizzlies aus der NBA tätig war, sein Nachfolger wird.

## Stadion

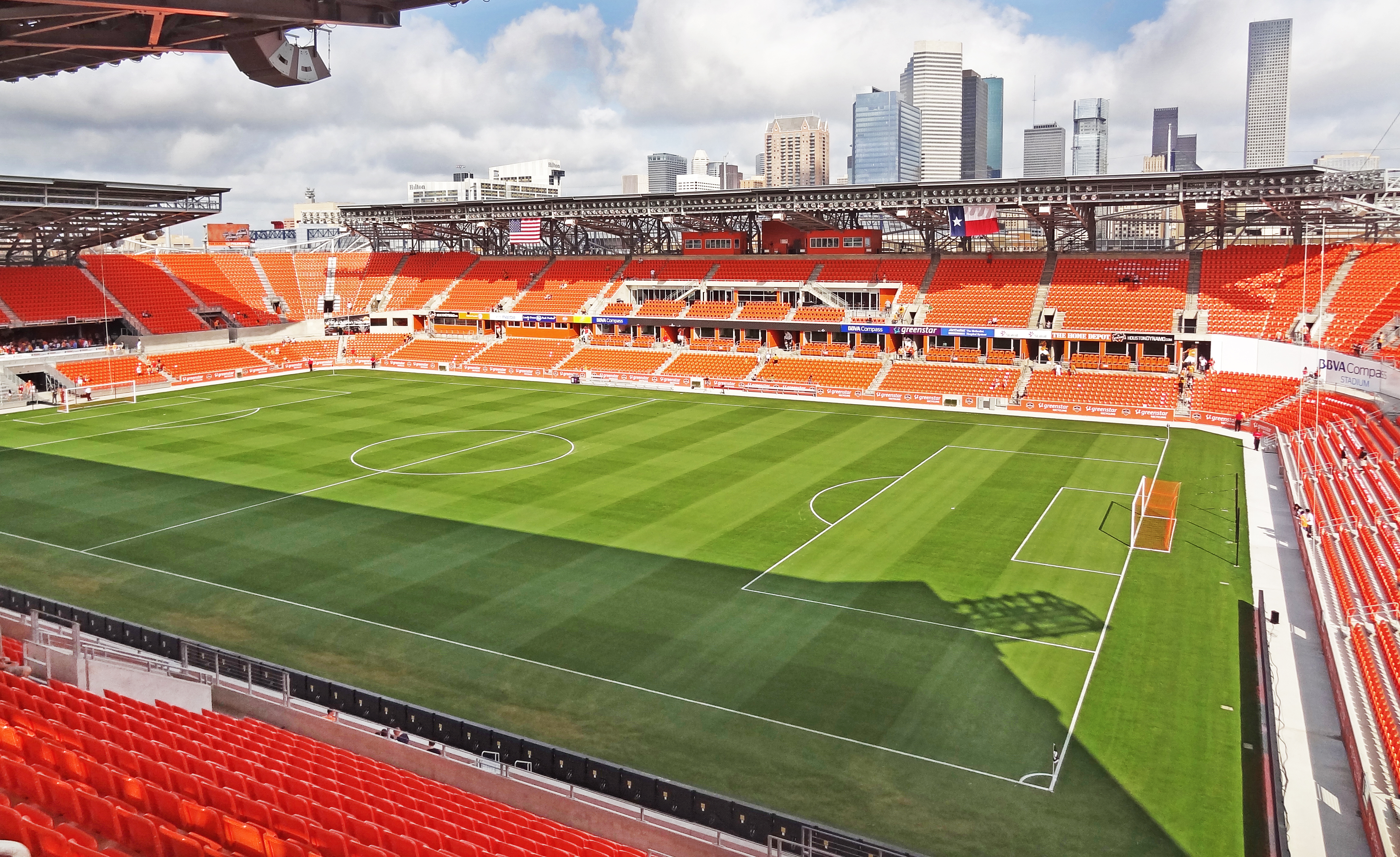
Shell Energy Stadium

- Shell Energy Stadium; Houston (seit 2014)

Houston Dash trägt seine Heimspiele, ebenso wie Houston Dynamo, im Shell Energy Stadium aus. Es hat eine Kapazität von 22.000 Zuschauern, für die Frauenfußballspiele wird zumeist jedoch nur der Unterrang genutzt, der etwa 7.000 Zuschauern Platz bietet.

## Trainer
- 2014–2017: Randy Waldrum
- 2017: Omar Morales (interim)
- 2018: Vera Pauw[6]
- 2018–2022: James Clarkson[7]
- 2022–2023: Sam Laity
- seit 2023: Fran Alonso

## Saisonstatistik
| Jahr | Liga | Reguläre Saison                      | Play-offs                            | Zuschauerdurchschnitt 1              | Erfolgreichste Torschützin 1                     |
| ---- | ---- | ------------------------------------ | ------------------------------------ | ------------------------------------ | ------------------------------------------------ |
| 2014 | NWSL | 9. Platz                             | nicht qualifiziert                   | 4.539                                | Nina Burger, Kealia Ohai, Tiffany McCarty (je 4) |
| 2015 | NWSL | 5. Platz                             | nicht qualifiziert                   | 6.413                                | Jessica McDonald (7)                             |
| 2016 | NWSL | 8. Platz                             | nicht qualifiziert                   | 5.696                                | Kealia Ohai (11)                                 |
| 2017 | NWSL | 8. Platz                             | nicht qualifiziert                   | 4.578                                | Rachel Daly (5)                                  |
| 2018 | NWSL | 6. Platz                             | nicht qualifiziert                   | 3.572                                | Rachel Daly (10)                                 |
| 2019 | NWSL | 7. Platz                             | nicht qualifiziert                   | 4.053                                | Rachel Daly Sofia Huerta (je 5)                  |
| 2020 | NWSL | Wegen der COVID-19-Pandemie abgesagt | Wegen der COVID-19-Pandemie abgesagt | Wegen der COVID-19-Pandemie abgesagt | Wegen der COVID-19-Pandemie abgesagt             |
| 2021 | NWSL | 7. Platz                             | nicht qualifiziert                   | 3.386                                | Rachel Daly (9)                                  |
| 2022 | NWSL | 4. Platz                             | Erste Runde                          | 5.644                                | Ebony Salmon (9)                                 |